# Flagellaria neocaledonica
Flagellaria neocaledonica là một loài thực vật có hoa trong họ Flagellariaceae. Loài này được Schltr. mô tả khoa học đầu tiên năm 1906.